# Club africain (handball)
Pour les articles homonymes, voir Club africain.
Maillots
Dernière mise à jour : 19 novembre 2024.
La section handball du Club africain est un club tunisien de handball basé à Tunis et fondé le 4 octobre 1956. La section masculine est le deuxième club le plus titré de Tunisie derrière l'Espérance sportive de Tunis tandis que sa section féminine possède le plus beau palmarès du handball tunisien.
Pour la saison 2023-2024, les deux sections évoluent au plus haut niveau.

## Histoire
Le Club africain est créé le 4 octobre 1956. Il rejoint la division nationale l'année suivante grâce à ses pionniers : Hédi Malek, Abdellatif et Hmid Dhib, Ridha Bachrouche, Mohamed Hédi Gueddana, Abdelaziz Driss ou encore Noureddine Ben Ammar. Très rapidement, le club devient l'une des équipes-phares de la discipline en remportant notamment six coupes successives entre 1964 et 1969 et trois championnats (1965, 1968 et 1970) avant d'être supplanté par son rival, l'Espérance sportive de Tunis, pendant plus de deux décennies. Puis, il revient à la charge en participant avec l'Espérance et l'Étoile sportive du Sahel à l'animation du championnat national remporté en 1986, 1987, 1989, 1990, 1998, 2000, 2001, 2008 et 2015. La coupe est à nouveau remportée en 1987, 1988, 1989, 1996, 1997, 1998, 2001, 2003, 2004, 2007, 2011 et 2015.
Au niveau international, le Club africain conquiert la coupe d'Afrique des vainqueurs de coupe masculine en 2001, 2004, 2005, 2007 et 2008 et le championnat d'Afrique des clubs champions en 2014.
L'équipe féminine est longtemps imbattable : elle remporte ainsi son premier championnat en 1963 avant de dominer la discipline de 1967 à 1969 puis de 1972 à 1988. Elle remporte également la coupe de Tunisie en 1967, 1969, 1971, de 1973 à 1976, de 1978 à 1989, de 1991 à 1994 et en 2016. En 1994, elle gagne son dernier championnat avant d'être dissoute en 1997. Elle reprend par la suite ses activités chez les jeunes puis atteint la catégorie seniors durant la saison 2013-2014 et remporte la coupe arabe des clubs champions en 2014. Durant la saison 2014-2015, le Club africain est le premier club du pays à remporter quatre titres en une seule saison : championnat, coupe, championnat d'Afrique des clubs champions et Supercoupe d'Afrique.

## Palmarès

### Palmarès de la section masculine
| National | International |
| --- | --- |
| - Championnat de Tunisie (13) : - Vainqueur : 1965, 1968, 1970, 1986, 1987, 1989, 1990, 1998, 2000, 2001, 2008, 2015, 2022 - Coupe de Tunisie (19) : - Vainqueur : 1964, 1965, 1966, 1967, 1968, 1969, 1987, 1988, 1989, 1996, 1997, 1998, 2001, 2003, 2004, 2007, 2011, 2015, 2016 | - Ligue des champions (1) : - Vainqueur : 2014 - Finaliste : 2015 - Coupe des vainqueurs de coupe (5) : - Vainqueur : 2001, 2004, 2005, 2007, 2008 - Supercoupe d'Afrique (1) : - Vainqueur : 2015 - Finaliste : 2002, 2005, 2006 - Championnat arabe des clubs champions (2) : - Vainqueur : 1986, 2012 - Coupe arabe des clubs vainqueurs de coupe (2) : - Vainqueur : 1999, 2002 - Finaliste : 2001 |

### Palmarès de la section féminine
| National | International |
| --- | --- |
| - Championnat de Tunisie (30) : - Vainqueur : 1963, 1967, 1968, 1969, 1972, 1973, 1974, 1975, 1976, 1977, 1978, 1979, 1980, 1981, 1982, 1983, 1984, 1985, 1986, 1987, 1988, 1993, 1994, 2016, 2017, 2019, 2020, 2021, 2024, 2025 - Coupe de Tunisie (30) : - Vainqueur : 1967, 1969, 1971, 1973, 1974, 1975, 1976, 1978, 1979, 1980, 1981, 1982, 1983, 1984, 1985, 1986, 1987, 1988, 1989, 1991, 1992, 1993, 1994, 2016, 2017, 2021, 2022, 2023, 2024, 2025 | - Championnat arabe des clubs champions (2) : - Vainqueur : 2014, 2021 - Coupe arabe des clubs vainqueurs de coupe (1) : - Vainqueur : 2017 |

## Personnalités liées au club

### Présidents
27 présidents différents se sont succédé à la tête du Club africain depuis sa fondation,. À ce jour, tous étaient de nationalité tunisienne.
| Pays                  | Nom                 | Période   |
| --------------------- | ------------------- | --------- |
| Drapeau de la Tunisie | Béchir Ben Mustapha | 1920-1921 |
| Drapeau de la Tunisie | Hadi Ginati         | 1921-1922 |
| Drapeau de la Tunisie | Béchir Ben Mustapha | 1922-1923 |
| Drapeau de la Tunisie | Ouannes Laâjimi     | 1923-1924 |
| Drapeau de la Tunisie | Hsouna Abdelkefi    | 1924-1926 |
| Drapeau de la Tunisie | Abdelaziz Ounaies   | 1926-1927 |
| Drapeau de la Tunisie | Mustapha Sfar       | 1927-1930 |
| Drapeau de la Tunisie | Abdelaziz Ounaies   | 1930-1931 |
| Drapeau de la Tunisie | Ali Belhaj          | 1931-1932 |
| Drapeau de la Tunisie | Abdelaziz Ounaies   | 1932-1934 |
| Drapeau de la Tunisie | Moncef El Okby      | 1934-1946 |
| Drapeau de la Tunisie | Salah Aouidj        | 1946-1950 |
| Drapeau de la Tunisie | Mhammed Mestiri     | 1950-1953 |
| Drapeau de la Tunisie | Mohamed El Asmi     | 1953-1954 |
| Drapeau de la Tunisie | Salah Aouidj        | 1954-1957 |
| Drapeau de la Tunisie | Mohamed El Asmi     | 1957-1958 |

| Pays                  | Nom               | Période   |
| --------------------- | ----------------- | --------- |
| Drapeau de la Tunisie | Salah Aouidj      | 1958-1964 |
| Drapeau de la Tunisie | Abdelaziz Lasram  | 1964-1966 |
| Drapeau de la Tunisie | Mahmoud Mestiri   | 1966-1967 |
| Drapeau de la Tunisie | Fathi Zouhir      | 1967-1970 |
| Drapeau de la Tunisie | Abdeljelil Mehiri | 1970-1971 |
| Drapeau de la Tunisie | Abdelaziz Lasram  | 1971-1977 |
| Drapeau de la Tunisie | Farid Mokhtar     | 1977-1980 |
| Drapeau de la Tunisie | Ridha Azzabi      | 1980-1981 |
| Drapeau de la Tunisie | Farid Mokhtar     | 1981-1986 |
| Drapeau de la Tunisie | Mahmoud Mestiri   | 1986-1987 |
| Drapeau de la Tunisie | Ridha Azzabi      | 1987-1988 |
| Drapeau de la Tunisie | Hamadi Bousbiaâ   | 1988-1990 |
| Drapeau de la Tunisie | Farid Abbes       | 1990-1991 |
| Drapeau de la Tunisie | Ridha Azzabi      | 1991-1992 |
| Drapeau de la Tunisie | Chérif Bellamine  | 1992-1993 |
| Drapeau de la Tunisie | Hamadi Bousbiaâ   | 1993-1994 |

| Pays                  | Nom                | Période   |
| --------------------- | ------------------ | --------- |
| Drapeau de la Tunisie | Hammouda Ben Ammar | 1994-1996 |
| Drapeau de la Tunisie | Saïd Néji          | 1996-1997 |
| Drapeau de la Tunisie | Chérif Bellamine   | 1997-2000 |
| Drapeau de la Tunisie | Farid Abbes        | 2000-2002 |
| Drapeau de la Tunisie | Chérif Bellamine   | 2002-2006 |
| Drapeau de la Tunisie | Kamel Idir         | 2005-2010 |
| Drapeau de la Tunisie | Jamel Atrous       | 2010-2010 |
| Drapeau de la Tunisie | Chérif Bellamine   | 2010-2010 |
| Drapeau de la Tunisie | Jamel Atrous       | 2011-2012 |
| Drapeau de la Tunisie | Slim Riahi         | 2012-2017 |
| Drapeau de la Tunisie | Marwen Hamoudia    | 2017-2018 |
| Drapeau de la Tunisie | Abdessalem Younsi  | 2018-2021 |
| Drapeau de la Tunisie | Youssef El Almi    | 2021-2024 |
| Drapeau de la Tunisie | Haykel Dkhil       | 2024-2025 |
| Drapeau de la Tunisie | Mohsen Trabelsi    | 2025-     |

- Béchir Ben Mustapha
- Mustapha Sfar
- Salah Aouidj
- Abdelaziz Lasram
- Fathi Zouhir
- Slim Riahi

### Entraîneurs
La liste des entraîneurs de la section masculine du club est la suivante :
- Abdellatif Dhib : de 1956 à 1960
- Mahmoud Kouki : de 1960 à 1961
- Brahim Riahi : de 1961 à 1965
- Dumergue[Qui ?] : de 1965 à 1967
- Brahim Riahi : de 1967 à 1974
- Hamadi Khalladi : de 1974 à 1978
- Hédi Malek : de 1978 à 1979
- Abdelaziz Zaïbi[5] : de 1979 à 1980
- Noureddine Aloulou[6] : de 1980 à 1981
- Moncef Oueslati: de 1981 à 1982
- Henryk Nakowski : de 1982 à 1984
- Abderrahman Hamou : de 1984 à 1985
- Sadok Baccouche: de 1985 à 1987
- Henryk Nakowski[7] : de 1987 à 1988
- Gregory Tchernich : de 1988 à 1990
- Hafedh Zouabi : de 1990 à 1991
- Pompiliu Simion[8] : de à 1992
- Mongi Boughattas : de 1992 à 1993
- Sayed Ayari : de 1993 à 1994
- Gregory Tchernich : de 1994 à 1997
- Zakladanoy[Qui ?][9] : de 1997 à 1998
- Hafedh Zouabi: de 1998 à 1999
- Leonid Zakharov : de 1999 à 2002
- Fethi Cherif : de 2002 à 2003
- Sandor Rac : de 2003 à 2005
- Hafedh Zouabi : de 2005 à 2009
- Bogdan Zajączkowski : de 2009 à 2010
- Chedly El Gaïed : de 2010 à 2012
- Slavisa Rističeviċ : de 2012 à 2013
- Aymen Salah : de 2013 à 2014
- Stéphane Imbratta[10] : de 2014 à 2016
- Hafedh Zouabi : de 2016 à 2018
- Adel Hihi : de 2018 à 2019
- Anouar Ayed[11] : de 2019 à 2020
- Zouhair Ben Messaoud : de 2020 à 2021
- Mohamed Messaoudi : de 2021 à 2023
- Yousri Ghali : du 27/08 au 11/09/2023[12]
- Dragan Zovko[13] : de 2023 à 2024
- Mounir Hassen[14] : de 2024 à 2025
- Sherif Moemen (en) : depuis 2025

### Joueurs emblématiques
| Années 1960-1970 - Mourad Boularès (GB) - Hédi Malek - Hédi Slimen - Ridha Azzabi - Abdelaziz Sfar Années 1970-1980 - Kamel Idir - Hammouda Ben Ammar | Années 1980-1990 - Chedly El Gaïed (GB) - Mourad Bezzargua (GB) - Raouf Ben Samir - Mongi Boughattas - Hédi Laâribi (Mallakh) - Gaston Nzoussi - Taoufik Ben Samir - Hatem Amara - Hafedh Zouabi - Mounir Riahi - Mehrez Kelaï - Slim Ben Frej - Mongi Machehour - Alexandre Shepianko (GB) - Mongi Msolli - Ibrahim Nadabo - Teodor Dito | Années 1990-2000 - Riadh Sanaa (GB) - Rabah Gherbi - Oualid Ben Amor - Mohamed Messaoudi - Alexandre Ivanovic - Mohammed Berrajaâ Années 2000-2010 - Viatcheslav Lotchman (de) - Tihomir Doder (en) - Makram Missaoui (GB) - Mohamed Bakir El-Nakib (GB) - Aymen Hammed - Maher Kraiem - Ante Karika - Marouen Belhadj - Anis Mahmoudi | Années 2010-2020 - Idriss Idrissi (GB) - Oussema Boughanmi - Amine Bannour - Marouan Chouiref - Eslam Issa - Ahmed El-Ahmar - Anouar Ayed - Mohamed Soussi - Abdelhak Ben Salah - Makram Slama - Oussama Hosni - Dejan Pecakovski (de) - Mokhtar Kouri - Sofiane Bendjilali - Grega Oklescen |

### Joueuses emblématiques
- Raja Toumi